# Pusiola aureola
Pusiola aureola är en fjärilsart som beskrevs av Birket-smith 1965. Pusiola aureola ingår i släktet Pusiola och familjen björnspinnare. Inga underarter finns listade.